# Mical Dyck
Pour les articles homonymes, voir Dyck.
Mical Dyck, née le 11 février 1982 est une coureuse cycliste canadienne, double championne du Canada de cyclo-cross (2012 et 2015).

## Palmarès en VTT[1]

### Championnats du monde
- 2010
  - 8e du cross-country par équipes

### Championnat du Canada
- 2008
  - 3e du championnat du Canada de cross-country

## Palmarès en cyclo-cross
- 2006
  - 3e du championnat du Canada de cyclo-cross
- 2011
  - 3e du championnat du Canada de cyclo-cross
- 2012
  -  Championne du Canada de cyclo-cross
  - BC Grand Prix of Cyclo-Cross
- 2013
  - 2e du championnat du Canada de cyclo-cross
  - 3e du Starcrossed (courses Américaines)
- 2015
  -  Championne du Canada de cyclo-cross
- 2016
  - 3e du championnat du Canada de cyclo-cross
- 2017
  - 3e du championnat du Canada de cyclo-cross